# پژو اکسپرت
پژو اکسپرت از نوع خودروهای ون ساخت شرکت خودروسازی پژو فرانسه می‌باشد. این خودرو از سال ۱۹۹۵ در حال ساخت می‌باشد. بدنه و اتاق این خودرو از خودروهای سیتروئن جامپی و فیات اسکودو الگوبرداری شده‌است. البته موتور پژو اکسپرت با خودروهای نامبرده کاملاً متفاوت است. در سال ۲۰۰۴ تولید نخستین نسل پژو اکسپرت متوقف شد در عوض به جای این مدل، مدل جدیدتری به نام فیس‌لیفت توسط شرکت پژو جایگزین شد. در سال ۲۰۰۷ پژو اکسپرت نسل ۲ رونمایی شد.

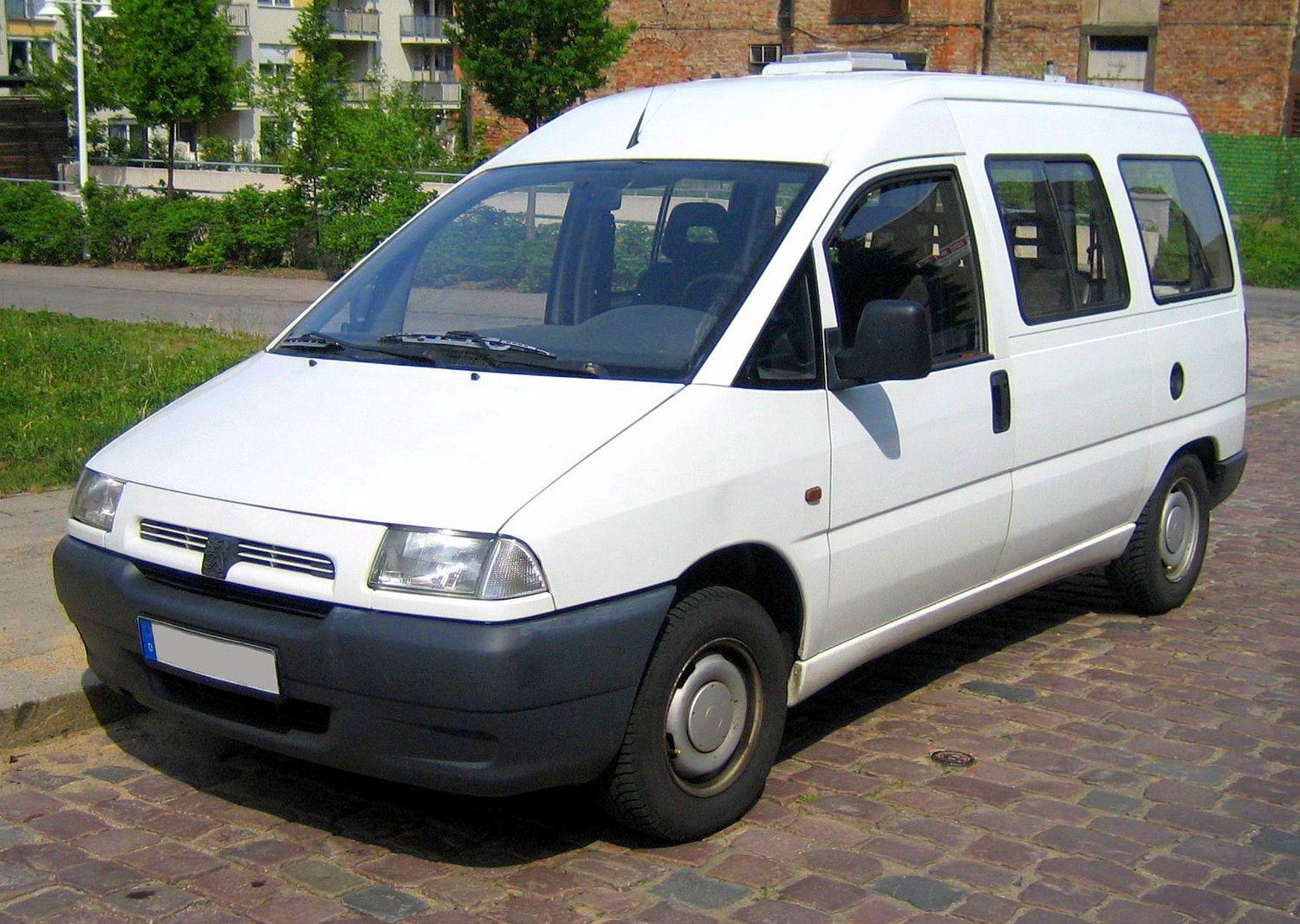
پژو اکسپرت نسل ۱
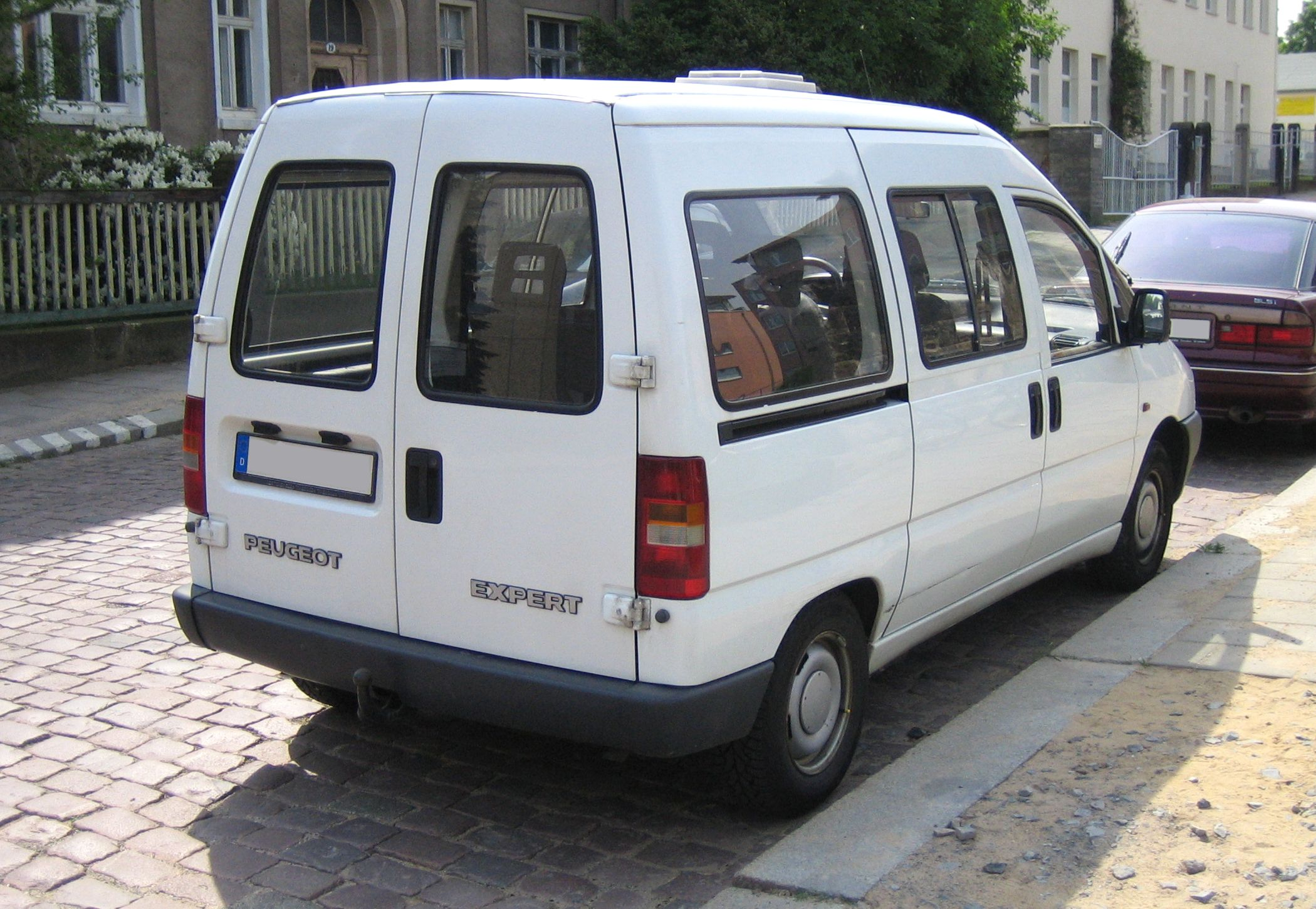
پژو اکسپرت نسل ۱

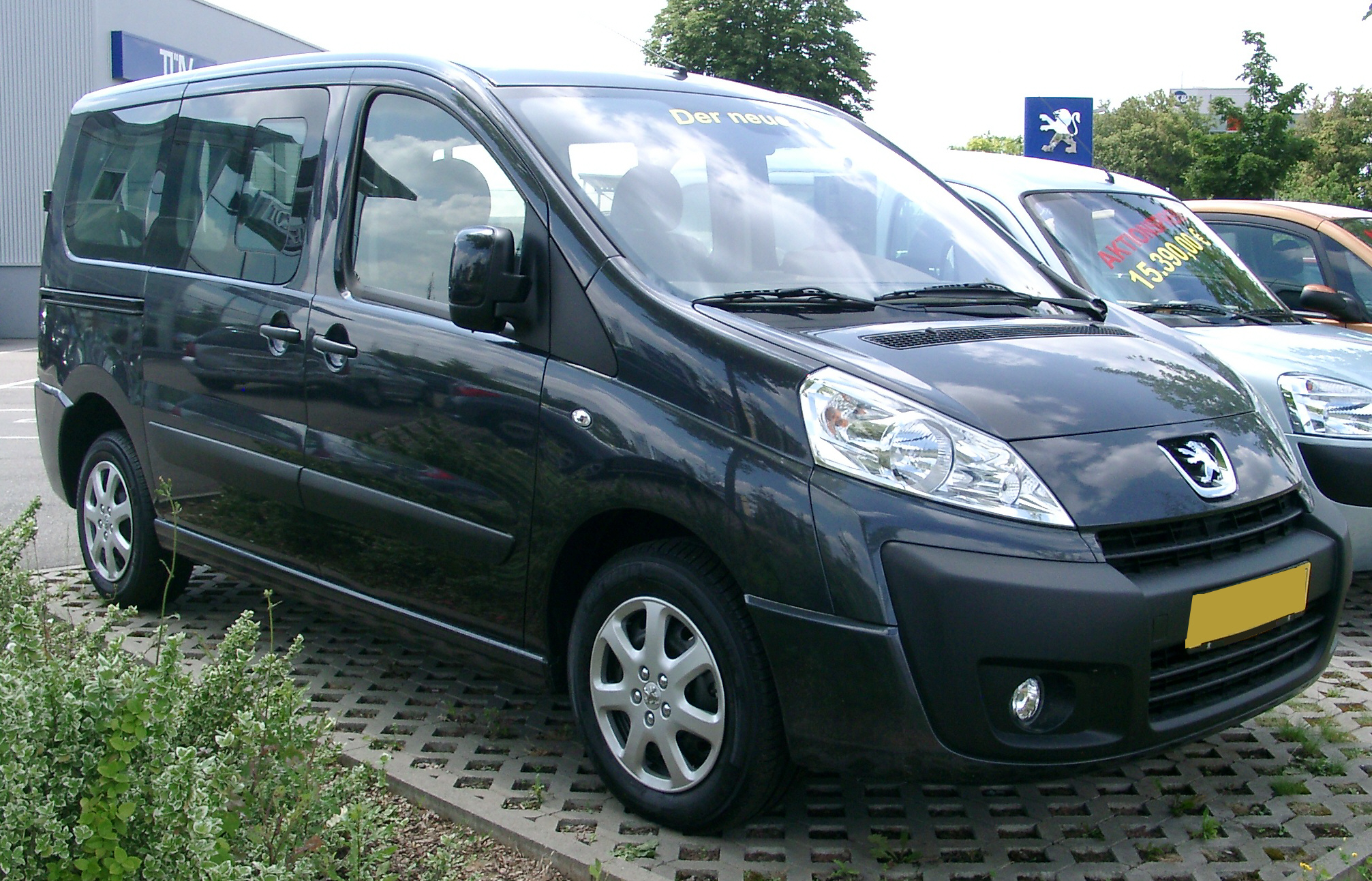
پژو اکسپرت نسل ۲
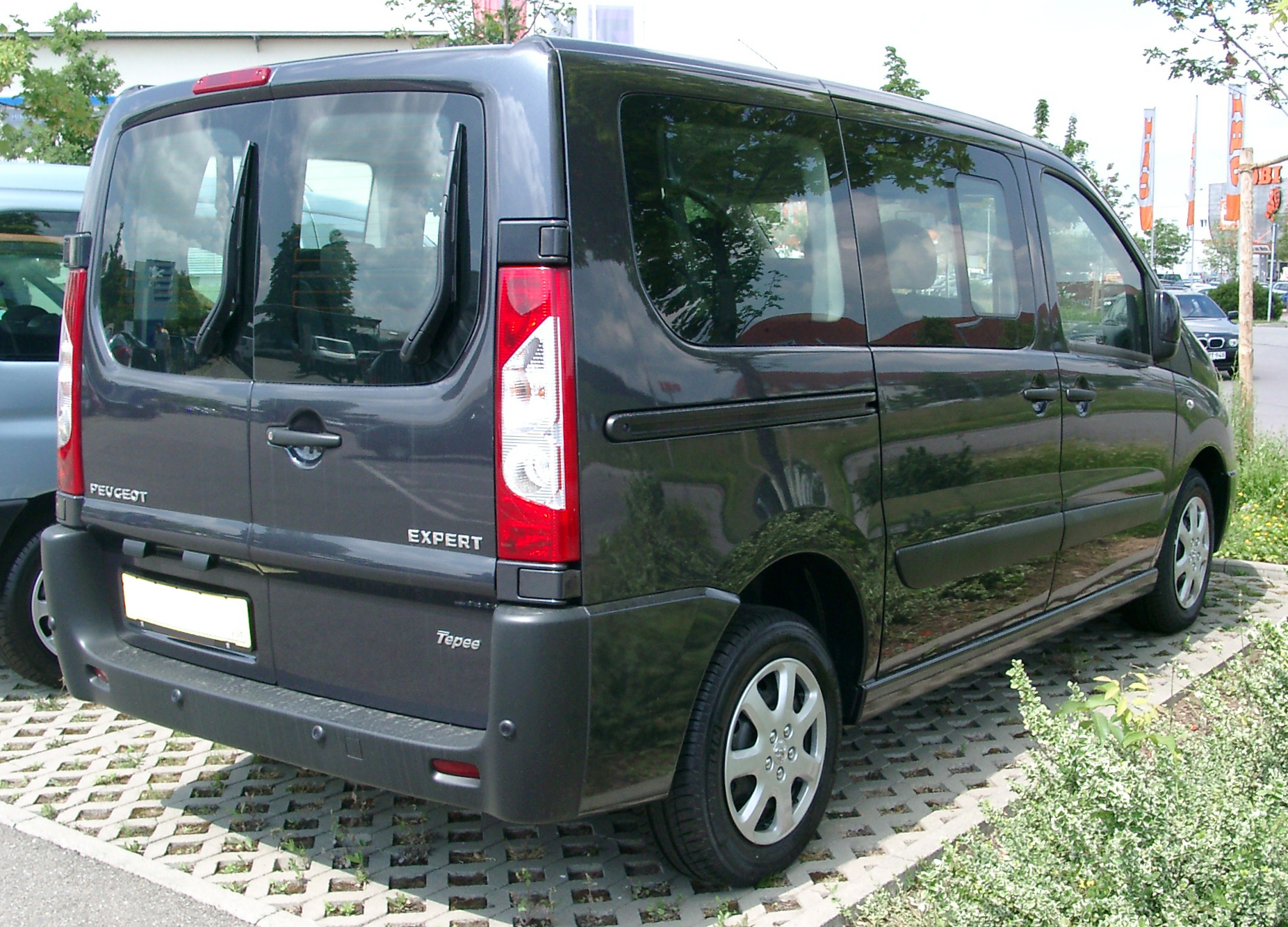
پژو اکسپرت نسل ۲

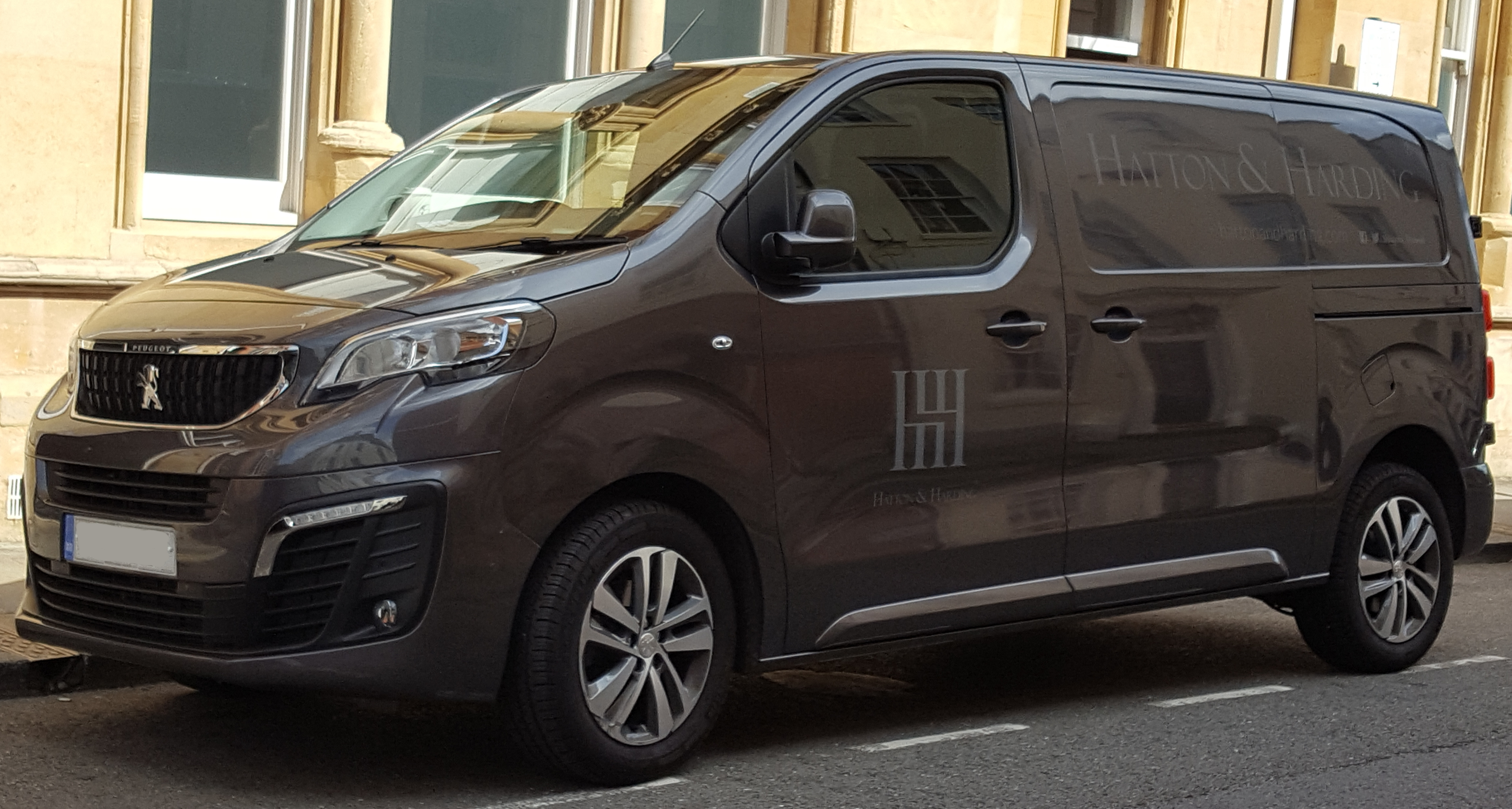
پژو اکسپرت نسل ۳
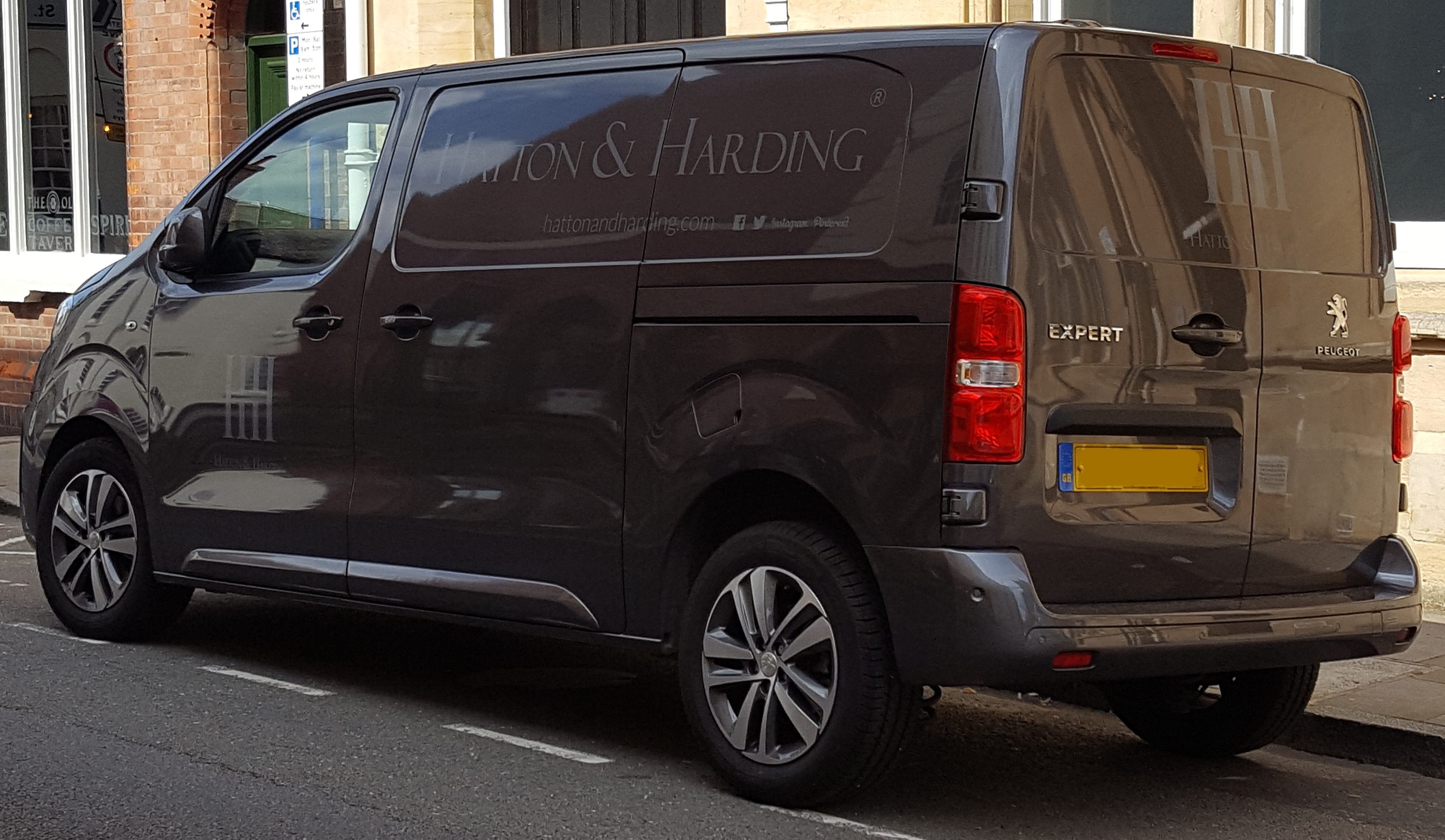
پژو اکسپرت نسل ۳